# Cotis III del Bósforo
Tiberio Julio Cotis III (griego antiguo : Τιβέριος Ἰούλιος Κότυς Γ') fue un rey de Bósforo que reinó de 227 a 234.

## Origen
Cotis III fue hijo de Rescuporis II

## Reinado
Cotis III es contemporáneo del emperador Alejandro Severo. Según las fechas de sus monedas, reinó conjuntamente con Sauromates III, que es tal vez su hermano. El rey Cotis III es evocado en una inscripción grabada por Menios, hijo de Chariton, antiguo receptor y « helenarca », en memoria de una puerta restaurada a sus expensas en provecho de los comerciantes. La inscripción figura sobre mármol y está datada del mes de Deios del año 5.. ; implica a Cotis « III », que es el único rey de este nombre en los VI siglos de la « era del Ponto ».
Cotis III es el último rey de Bósforo que entre 525 y 530 de la « era del Ponto », utilizada en el reino de Bósforo, emitió monedas de oro con la leyenda « ΒΑΣΙΛΕΩΣ ΚΟΤΥΟΣ », representando en el anverso el busto del rey con una diadema, mirando a la derecha, y al dorso la cabeza laureada del emperador, también hacia la derecha, con un globo delante y la fecha de emisión según el año del Reino del Bósforo debajo.